# De Marne
De Marne – gmina w Holandii, w prowincji Groningen.
Gmina De Marne leży w północno-zachodniej części prowincji Groningen, nad Morzem Wattowym, będącym częścią Morza Północnego. Są to głównie tereny rolnicze, skupiające się na uprawach i hodowli bydła. Istotną rolę odgrywa również rybołówstwo.
De Marne posiada gęstą sieć ścieżek rowerowych, szlaków pieszych oraz szlaków kajakowych. W Pieterburen działa centrum rehabilitacji fok.
Gmina powstała w 1990 r. z połączenia czterech mniejszych - Eenrum, Kloosterburen, Leens oraz Ulrum.
Gmina składa się z 21 miejscowości: Broek, Eenrum, Hornhuizen, Houwerzijl, Kleine Huisjes, Kloosterburen, Kruisweg, Lauwersoog, Leens, Mensingeweer, Molenrij, Niekerk, Pieterburen, Schouwerzijl, Ulrum, Vierhuizen, Warfhuizen, Wehe-den Hoorn, Westernieland, Zoutkamp oraz Zuurdijk.